# Castelnuovo del Garda
Castelnuovo del Garda (velenceiül Castelnovo del Garda) település Olaszországban, Veneto régióban, Verona megyében. Lakosainak száma 13 184 fő (2023. január 1.). Castelnuovo del Garda Bussolengo, Lazise, Peschiera del Garda, Sona, Italy, Valeggio sul Mincio és Sirmione községekkel határos.

## Népesség
A település népességének változása:
| Lakosok száma | 13 284 | 13 137 | 13 184 |
|               | 2017   | 2018   | 2023   |

## Nevezetességek
- Legoland Waterpark (Gardaland Resort)